# DHK Flensborg
Dansk Håndboldklub Flensborg (DHK Flensborg) er en håndboldklub fra Flensborg. Klubben blev stiftet i 1979 og har hjemmebane i Idrætshallen i Flensborg. Klubbens formål er at fremme håndboldsporten blandt byens danske folkedel. Klubben var i 2002 medarrangør for en herrelandskamp mellem Danmark og Tyskland.
Klubbens første herrehold spiller siden 1996 i den nordøsttyske Regionalliga. I sæsonen 2007-2008 blev holdet nr. 4 i denna liga. DHK Flensborg er medlem af Sydslesvigs danske Ungdomsforeninger (SdU) og den slesvig-holstenske Landessportverband.